# Хамітов Динар Захарійович
Динар Захарійович Хамітов (рос. Динар Захарьевич Хамитов, тат. Динар Зәкәрия улы Хәмитов; 8 жовтня 1980, Пестреці, Пестречинський район, РРФСР — 23 березня 2022, Харківська область, Україна) — російський офіцер, підполковник ЗС РФ. Кавалер ордена Мужності.

## Біографія
Син працівника Леніно-Кокушкінського ПТУ Захарія Хамітова і його дружини Насіли. Займався національною боротьбою і легкою атлетикою. З дитинства мріяв стати військовим, тому після закінчення школи вступив в Казанське вище артилерійське командне училище. Після закінчення училища в 2002 році направлений командиром взводу в Печенгу. З 2016 року — командир реактивного артилерійського дивізіону 200-ї окремої мотострілецької бригади. Тричі був у відрядженні в Сирії, кожне відрядження тривало 6 місяців. Учасник вторгнення в Україну. Загинув у бою. 9 квітня 2022 року був похований в рідному селищі.

## Сім'я
В 2008 році одружився. Дружина — Лідія, в пари народились 3 дітей: Камілла, Аміна і Абдулла.

## Нагороди
Отримав численні нагороди, серед яких:
- Медаль «За відзнаку у військовій службі» 3-го ступеня (10 років)
- Медаль «За військову доблесть» 2-го ступеня
- Медаль ордена «За заслуги перед Вітчизною» 2-го ступеня (2021)
- Почесний знак «За доблесну службу в Заполяр'ї» (2021)
- Орден Мужності (2022, посмертно)

## Вшанування пам'яті
В пестречинській школі №1, в якій навчався Хамітов, встановлена меморіальна дошка.